# 罗兰·魏尔
罗兰·魏尔（法語：Roland Weill，1948年12月28日—），法国男子赛艇运动员。他曾代表法国参加世界赛艇锦标赛，获得一枚铜牌。他也曾参加1976年和1980年夏季奥林匹克运动会。